# انتقال إلكتروني

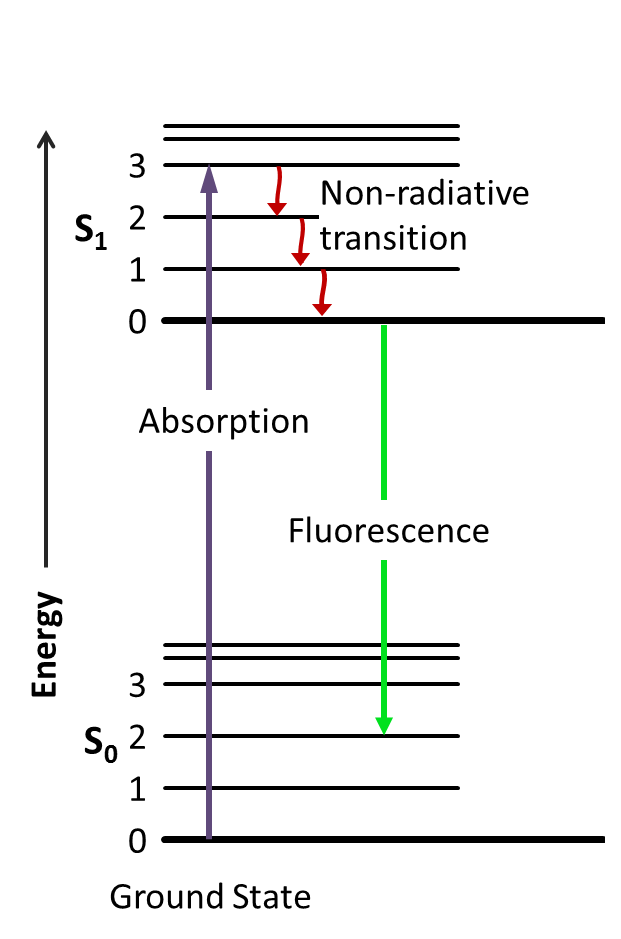
انتقالات إلكترونية

الانتقالات الإلكترونية عبارة عن وصف لحدوث حالة تهيج وإثارة للإلكترونات ضمن الذرة نفسها أو في الجزيئات، حيث تنتقل بذلك من مستوى طاقة إلى مستوى أعلى.
تعطى العلاقة بين الطاقة اللازمة لحدوث الانتقال الإلكتروني وتردد الإشعاع من خلال علاقة بلانك-أينشتاين:
{\displaystyle E=h\nu }
يميز عادة بين الانتقالات الإلكترونية الذرية وبين الانتقالات الإلكترونية الجزيئية. يحدث الانتقال الإلكتروني الذري في المدارات الذرية، في حين أن الانتقال الإلكتروني الجزيئي يحدث في المدارات الجزيئية.

## الانتقالات الإلكترونية الذرية
في الانتقالات الإلكترونية الذرية يحدثث هناك تغير في الحالة الكمومية للإلكترون ضمن الذرة نفسها. يؤدي هذا الانتقال إلى إصدار أو امتصاص الإشعاع الكهرمغناطيسي على شكل فوتونات. عادة ما تترافق الخطوط الطيفية مع الانتقالات الإلكترونية الذرية.

## الانتقالات الإلكترونية الجزيئية
يوفر تغير الطاقة المرافق للانتقالات الجزيئية معلومات عن بنية الجزيء، كما يحدد العديد من خصائص الجزيئات كاللون على سبيل المثال.
تحدد الانتقالات الإلكترونية في المركبات العضوية خاصة، وفي المركبات الكيميائية بشكل عام عن طريق مطيافية الأشعة فوق البنفسجية والمرئية، في حال كانت الانتقالات الإلكترونية في مجال طيف الأشعة فوق البنفسجية (UV) أو الطيف المرئي لتلك المركبات.
هناك عدة انتقالات إلكترونية ممكنة كالتالي:
- يمكن للإلكترونات الشاغلة لأعلى مدار جزيئي مشغول (HOMO) في رابطة سيغما σ أن تنتقل إلى أخفض مدار جزيئي غير مشغول (LUMO) لتلك الرابطة. يرمز لذلك الانتقال بالرمز:

σ → *σ
- بمكن أن يحدث انتقال إلكتروني من مدار جزيئي رابط في رابطة باي π إلى المدار الجزيئي المضاد للترابط *π:

π → *π
- إن المصابيغ التي لديها زوج إلكتروني حر والتي يرمز لها n يكون لديها الانتقالات الخاصة بها، كما يكون الحال بالنسبة لانتقالات باي في المركبات العطرية. تسمى أقسام الجزيئات التي يكون لها تلك الانتقالات الإلكترونية باسم حامل اللون، إذ أن الانتقالات الإلكترونية تقوم بامتصاص الإشعاع الكهرومغناطيسي (الضوء)، والذي يمكن افتراضياً أن يُحَس كلون في الطيف المرئي.

n → *σ
n → *π

## اقرأ أيضاً
- مدار ذري
- مدار جزيئي